# شورلت سابربن
شورلت سابربن (به انگلیسی: Chevrolet Suburban) یکی از مدل‌های بزرگتر شاسی‌بلند شرکت شورلت است که از سال ۱۹۳۵ تا کنون تولید شده است.
شورلت سابربن در دوازدهمین نسل، یک خودروی شناخته شده است. بسیاری از رقبای کراس‌اور و شاسی‌بلند آمده‌اند و رفته‌اند، ولی سابربن در نمایشگاه‌های اتومبیل حضوری مستمر داشته است.
همانند پلتفرمی که برای آخرین مدل از شورلت سیلورادو عرضه شده، سابربن دارای سه تریم مختلف شامل LS, LT و LTZ است و دیفرانسیل چهارچرخ نیز به عنوان یک آپشن ۳ هزار دلاری ارائه می‌شود. موتور نسل پنجم جدید جنرال موتورز با انژکتور مستقیم یک موتور ۵/۳ لیتری V8 است که قدرتی برابر ۳۵۵ اسب‌بخار و گشتاوری برابر ۶۱۶ نیوتن‌متر دارد. این موتور نسبت به موتور قبلی با پورت انژکتور ۳۵ اسب‌بخار در قدرت و ۶۵ نیوتن‌متر در گشتاور افزایش نشان می‌دهد. قدرت تولیدی موتور وی۸ توسط یک سیستم گیربکس ۶ دنده اتوماتیک منتقل می‌شود و این ترکیب، تنها ترکیب پیشرانه ارائه شده برای این مدل است. همچنین در مدل استاندارد سابربن 4WD، سیستم دیفرانسیل اتوتریس 4WD به کار رفته است.

## ابعاد

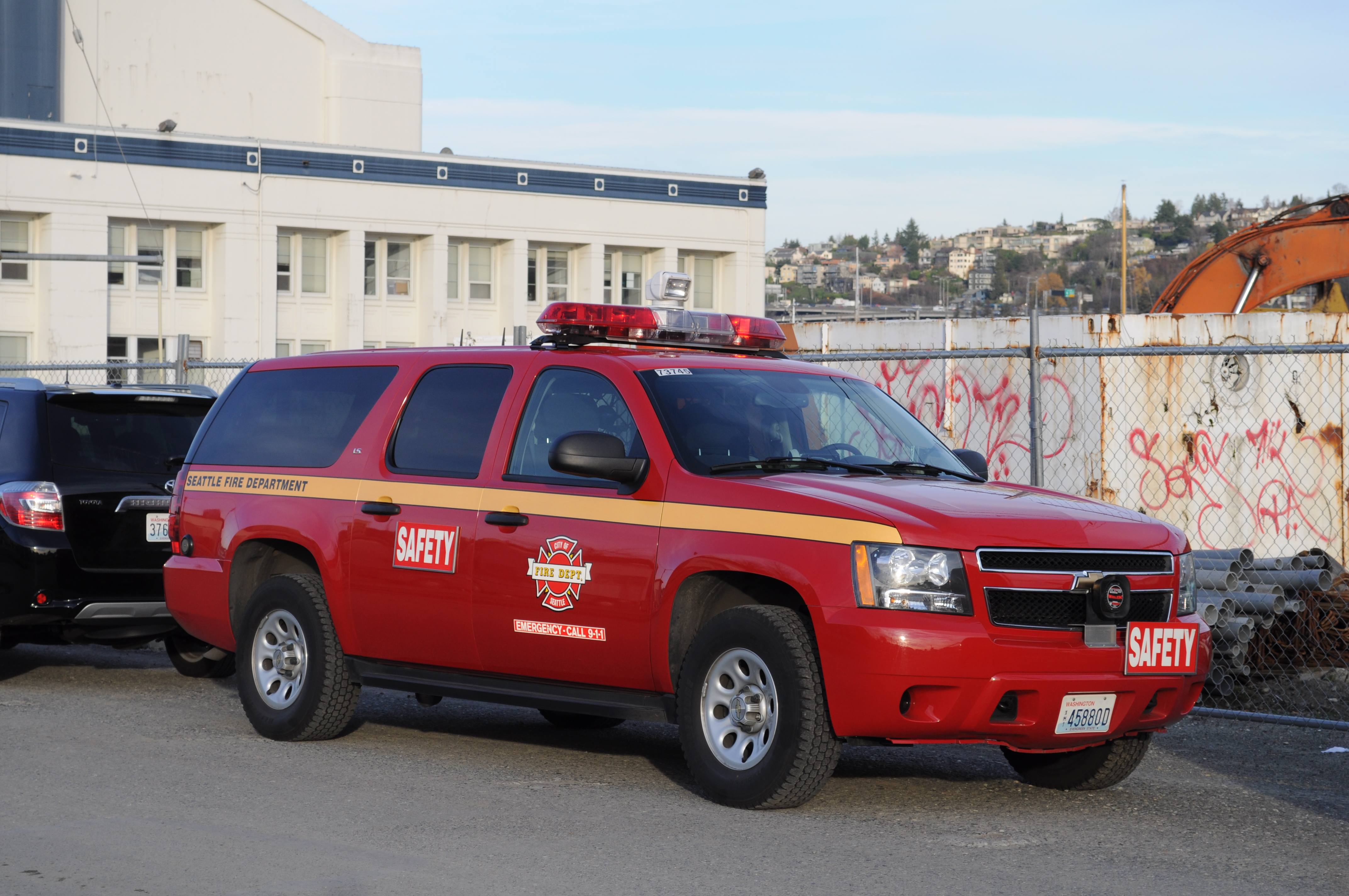

- فاصله دو محور چرخ‌ها: ۳/۳ متر.
- طول ماشین: ۵/۷ متر.
- عرض: ۲/۰۴ متر.
- ارتفاع: ۱/۸۹ متر.
- وزن کلی: ۲۷۲۸ کیلوگرم.

## تست‌های سرعت
- صفر تا ۹۶/۶ کیلومتر بر ساعت: ۷/۱ ثانیه.
- صفر تا ۱۶۰/۹ کیلومتر بر ساعت: ۱۹/۱ ثانیه.
- صفر تا ۲۰۹/۲ کیلومتر بر ساعت: ۲۴/۷ ثانیه.
- استارت در حال حرکت بین ۸ تا ۹۶/۶ کیلومتر بر ساعت: ۷/۷ ثانیه.
- عبور از یک‌چهارم مایل: ۱۵/۵ ثانیه با سرعت نهایی ۱۴۶/۴۵ کیلومتر بر ساعت.
- سرعت نهایی (با محدودیت قانونی): ۱۸۱/۸ کیلومتر بر ساعت.
- مسافت ترمز از سرعت ۱۱۲/۶ کیلومتر بر ساعت: ۵۷/۹ متر.

## نگارخانه

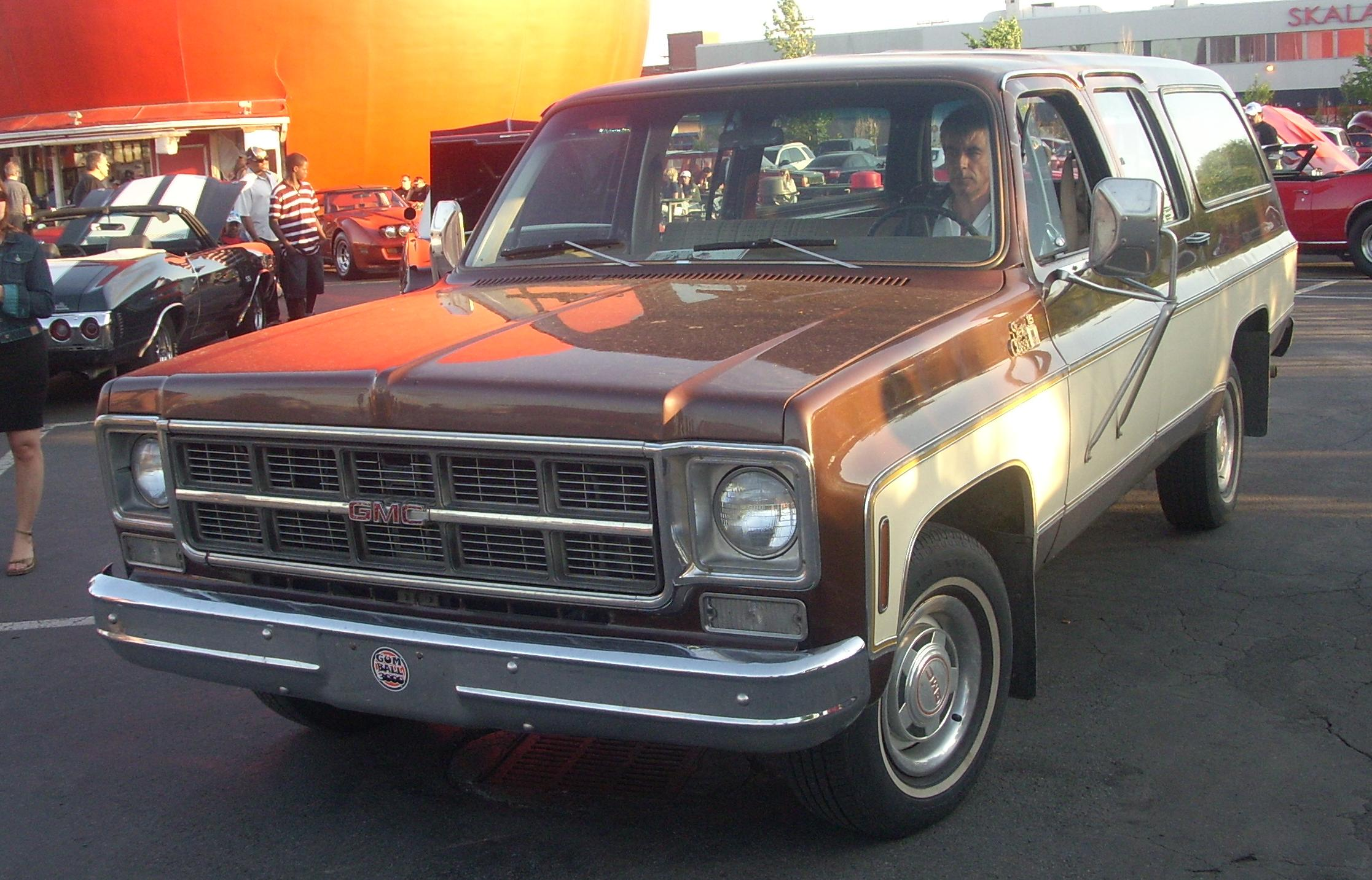
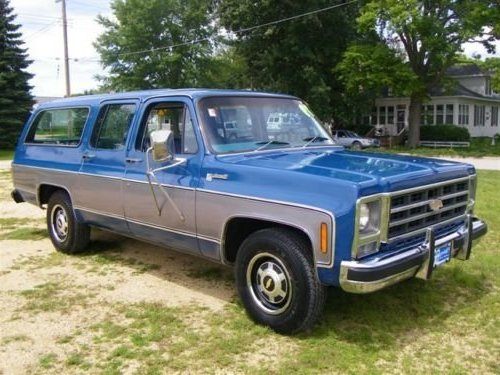
شورلت سابربن C20 1979
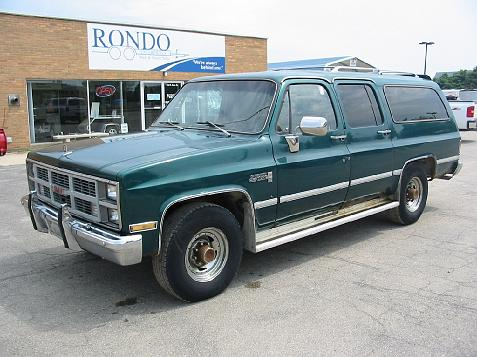
1983 جی ام سی حومه K25 دیزل
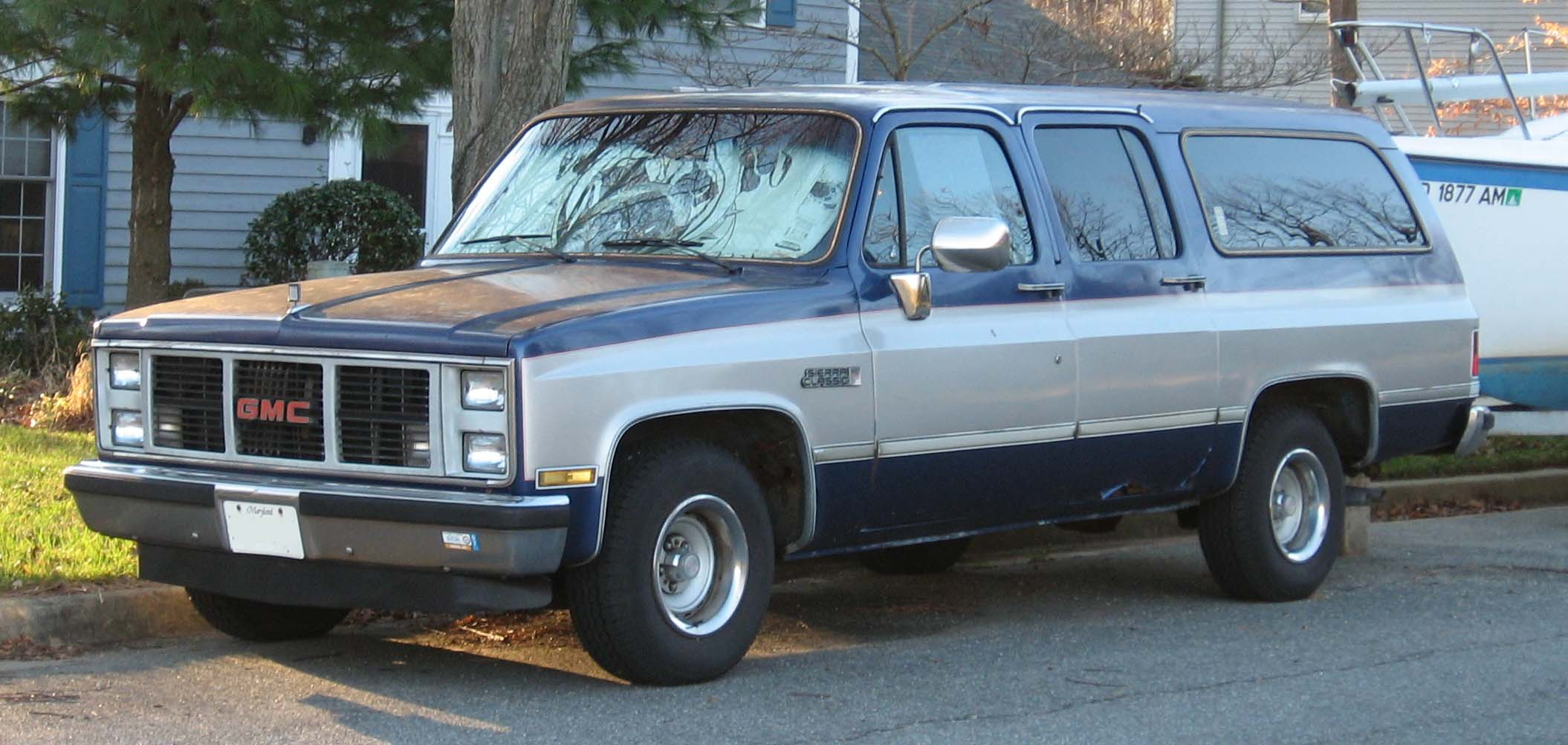
جی ام سی حومه سیرا کلاسیک
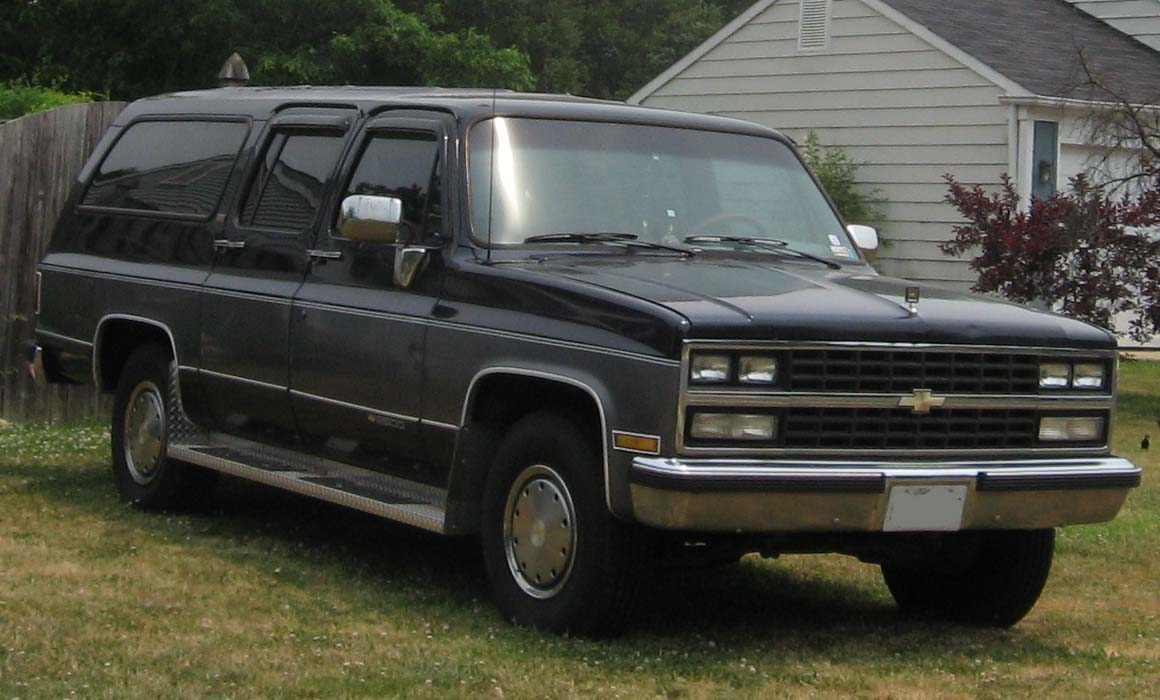
شورولت سابربن ۲۵۰۰
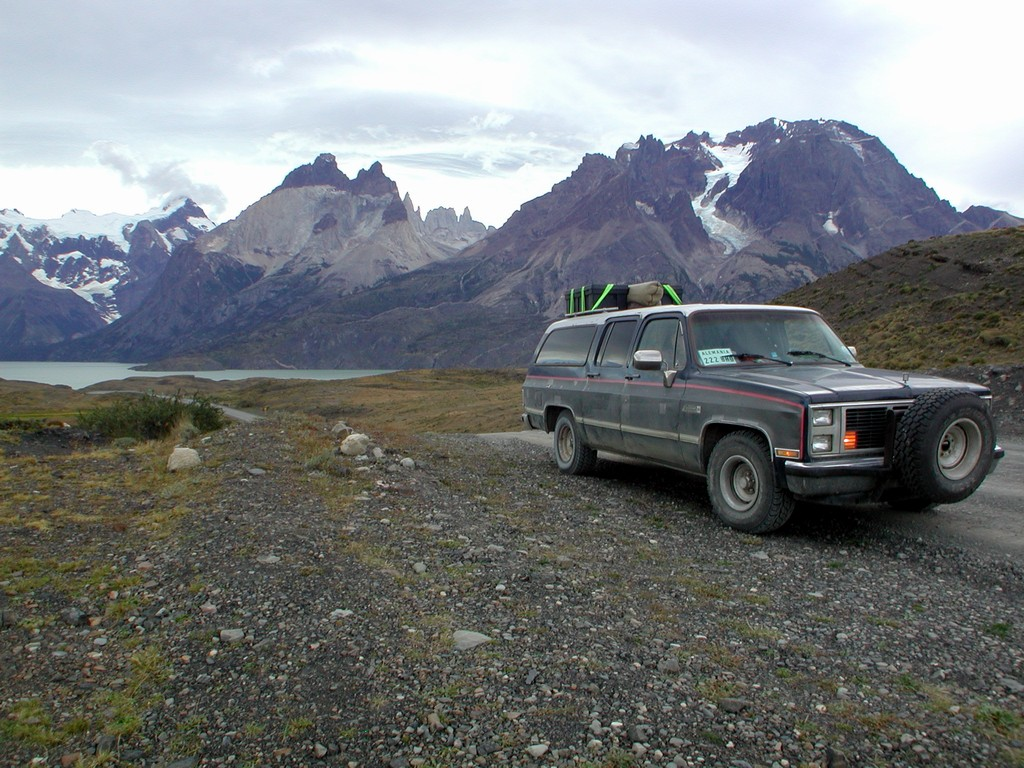
1986 جی ام سی سیرا کلاسیک ۱۵۰۰